# Images and Words
Images and Words je druhé studiové album Americké progresivní metalové kapely Dream Theater, vydala dne 7. července 1992 prostřednictvím Atco Records. Jedná se o první album se zpěvákem James LaBrie. Album je dodnes komerčně nejúspěšnější studiové album kapely k dnešnímu dni se prodalo více než šest set tisíc výtisků..
Po odchodu Charlie Dominici z Dream Theater, skupina vyzkoušela téměř 200 lidí po celé zemi před Jamesem LaBrie, původně z kanadské glam metalové skupiny Winter Rose, který poslal kapele pásku na konkurz.
Poté skupina podepsala smlouvu na sedm alb s nahrávací společností Atco Records, a krátce poté začala kapela nahrávat své nové album na konci roku 1991. První singl, "Pull Me Under" , získal značný komerční úspěch i s jeho živým vystoupením na MTV a rádiu, dostalo se top 10 hitů na Billboard Hot Mainstream Rock Tracks chart. Když bylo album vydáno, prodávalo se velkým tempem, čemu pomáhalo i rozsáhlé světové turné.
Dream Theater původně zamýšlel vydat dvojalbum, ale toto bylo odmítnuto ATCO, což způsobilo, že několik písní, které měli být vydány na albu, bylo vydáno později, jako například píseň "A Change of Seasons", která byla později vydána jako EP v roce 1995.
Píseň "Take the Time" obsahuje ukázky z vánoční "Christmas Rappin'"("Hold it now") od Kurtis Blowa , "Dancin' Fool" ("Wait a minute") od Franka Zappy a "Power to the People" ("Come on") od Public Enemy.
V roce 2013 bylo album znovu vydáno na vinylu v limitované edici 180 gr. double LP.
V roce 2017, Dream Theater oslavila 25. výročí Images And Words turném "Images, Words & Beyond" v Evropě, počínaje dnem 30. ledna na Auditorium Parco della Musica v Římě. 6. 2. 2017 také koncertovali v Praze.

## Seznam skladeb
| Pořadí         | Název                                          | Text           | Délka |
| -------------- | ---------------------------------------------- | -------------- | ----- |
| 1.             | Pull Me Under                                  | Moore          | 8:14  |
| 2.             | Another Day                                    | Petrucci       | 4:23  |
| 3.             | Take The Time                                  | Dream Theater  | 8:21  |
| 4.             | Surrounded                                     | Moore          | 5:30  |
| 5.             | Metropolis—Part I: The Miracle and the Sleeper | Petrucci       | 9:32  |
| 6.             | Under a Glass Moon                             | Petrucci       | 7:03  |
| 7.             | Wait for Sleep                                 | Moore          | 2:31  |
| 8.             | Learning to Live                               | Myung          | 11:30 |
| Celková délka: | Celková délka:                                 | Celková délka: | 57:04 |

## Sestava
- James LaBrie – zpěv
- John Petrucci – kytara, doprovodný zpěv
- John Myung – baskytara
- Kevin Moore – klávesy
- Mike Portnoy – bicí, perkuse